# Challanayakanahalli, Mandya
Challanayakanahalli là một làng thuộc tehsil Mandya, huyện Mandya, bang Karnataka, Ấn Độ.